# Ripieno (registro d'organo)
Con Ripieno ci si riferisce a un particolare registro dell'organo.

## Struttura
Il Ripieno è un registro di mutazione composta, tipicamente italiano, formato da un insieme di canne labiali di tipo principale: ciò significa che, premendo un tasto dell'organo, suonano più canne contemporaneamente, le quali producono i diversi armonici del tasto premuto.
Anticamente il Ripieno non esisteva come registro indipendente, ma era costituito da diversi registri azionabili a uno a uno, separatamente, ognuno con il suo tirante (decimaquinta, decimanona, vigesimaseconda, eccetera) sulla consolle dell'organo. Successivamente, a partire dalla riforma ceciliana, gli organari raggrupparono le varie file di canne in un unico comando. Sulla consolle, dunque, fu posto solo il tirante denominato "Ripieno", seguito dal numero di file di cui è composto.
Un tirante con scritto "Ripieno 5 file", supponendo che la prima sia la duodecima, farà perciò suonare contemporaneamente le file a distanza di duodecima, decimaquinta, decimanona, vigesimaseconda e vigesimasesta dalla nota base. A seconda delle caratteristiche costruttive dello strumento e delle diverse scuole organarie, tuttavia, alcune file di canne possono essere omesse per motivi timbrici o di equilibrio fonico.
Le file di armonici che possono comporre il ripieno sono le seguenti:
| Nome della nota | Altezza in piedi | Tipo di intervallo | Distanza in note  | Utilizzato nel Ripieno? |
| --------------- | ---------------- | ------------------ | ----------------- | ----------------------- |
| Do              | 8'               | Nota fondamentale  | Unisono           | Sì                      |
| Sol             | 5' 1/3           | Quinta             | Quinta            | No                      |
| Do              | 4'               | Ottava             | Ottava            | Sì                      |
| Sol             | 2' 2/3           | Quinta             | Duodecima         | Sì                      |
| Do              | 2'               | Ottava             | Decimaquinta      | Sì                      |
| Mi              | 1' 3/5           | Terza              | Decimasettima     | Sì                      |
| Sol             | 1' 1/3           | Quinta             | Decimanona        | Sì                      |
| Si♭             | 1' 1/7           | Settima            | Vigesimaprima     | No                      |
| Do              | 1'               | Ottava             | Vigesimaseconda   | Sì                      |
| Re              | 8/9              | Nona               | Vigesimaterza     | No                      |
| Mi              | 4/5              | Terza              | Vigesimaquarta    | Sì                      |
| Fa#             | ---              | Quarta             | Vigesimaquinta    | No                      |
| Sol             | 2/3              | Quinta             | Vigesimasesta     | Sì                      |
| La♭             | ---              | Sesta              | Vigesimasettima   | No                      |
| Si♭             | 4/7              | Settima            | Vigesimaottava    | No                      |
| Do              | 1/2              | Ottava             | Vigesimanona      | Sì                      |
| Mi              | 2/5              | Terza              | Trigesimaprima    | No                      |
| Sol             | 1/3              | Quinta             | Trigesimaterza    | Sì                      |
| Si♭             | 2/7              | Settima            | Trigesimaquinta   | No                      |
| Do              | 1/4              | Ottava             | Trigesimasesta    | Sì                      |
| Sol             | 1/6              | Quinta             | Quadragesima      | Sì                      |
| Do              | 1/8              | Ottava             | Quadragesimaterza | Sì                      |

Per le file più acute, poiché non è possibile costruire canne più piccole di una certa dimensione (l'ultima ottava della decimaquinta è costituita da canne non più lunghe di tre centimetri e mezzo) si sfrutta il principio del "ritornello", ossia si riprende il suono dell'ottava precedente. Ad esempio, se non è possibile costruire una canna più piccola di quella che produce il suono Si3, a partire dalla nota successiva (il Do4) si faranno suonare le canne delle ottave precedenti. Con questo sistema, a mano a mano che il ripieno sale verso gli acuti si avranno file di canne che ritornelleranno sempre più spesso.
Non esistono, tuttavia, regole fisse per stabilire quando e dove ritornellare: gli organari, infatti, spesso modificano il modo di ritornellare a seconda delle necessità e delle caratteristiche specifiche di ogni strumento.
Nelle scuole organarie non italiane la divisione in file non esiste, in quanto i Plena seguono ancora il principio del blockwerk medioevale, nel quale tutte le canne vengono fatte suonare insieme contemporaneamente. I Plena vengono al massimo divisi fra Plena gravi (fourniture in Francia e mistura in Germania) e Plena acuti (cimbalo in Francia, zimbel e scharf in Germania). Anche la struttura dei ritornelli è diversa rispetto a quanto praticato in Italia.